# Temple des cinq pagodes de Hohhot
Pour les articles homonymes, voir Temple des cinq pagodes.
Le temple des cinq pagodes de Hohhot (du mongol : Tabun suburya-yin süme, chinois : 五塔寺 ; pinyin : wǔtǎ sì) est un monastère du bouddhisme tibéto-mongol situé dans la ville de Hohhot (Mongol médiéval : Kökeqota ; translittération en chinois 呼和浩特, Hūhéhàotè) en Mongolie-Intérieure en république populaire de Chine. Le monastère a été construit de 1727 à 1732. En 1732, lorsque le stupa fut achevé, la cour mandchoue de la dynastie Qing octroya au monastère le titre mongol de Gegen nigülesügei süme (en chinois 慈灯寺 / 慈燈寺, cídēngsì, « monastère de la lampe de compassion »).
Le stupa surmonté de cinq tours est une réplique légèrement plus petite, et avec quelques différences, de la pagode du Zhenjuesi 真覺寺 construite à Pékin en 1473 (communément appelée Wutasi, chinois : 五塔寺 ; pinyin : wǔtǎsì) sur le modèle du temple de la Mahabodhi, situé en Inde.
Le stupa subit des dommages importants sous la république de Chine et sous le Mandchoukouo, et fut restaurée à plusieurs reprises après 1949. Le monastère qui l'entourait a été rasé pendant la révolution culturelle et reconstruit dans les années 2000.
On trouve en Chine une dizaine de pagodes de ce type, appelées temple des cinq pagodes ou encore (chinois simplifié : 金刚宝座塔 ; chinois traditionnel : 金剛寶座塔 ; pinyin : jīngāng bǎozuò tǎ ; sanskrit : stūpa-vajrasana ; lit.: stupa-trône précieux de diamant).